# Sikorowo
Sikorowo – wieś w Polsce, położona w województwie kujawsko-pomorskim, w powiecie inowrocławskim, w gminie Inowrocław.

## Podział administracyjny
W latach 1975–1998 miejscowość administracyjnie należała do województwa bydgoskiego.

## Demografia
Według Narodowego Spisu Powszechnego (III 2011 r.) wieś liczyła 423 mieszkańców. Jest siódmą co do wielkości miejscowością gminy Inowrocław.

## Położenie
Miejscowość leży 8,5 km na południowy wschód od Inowrocławia oraz 9,3 km na północ od Kruszwicy. Sikorowo otaczają wsie: Łąkocin (odległość: 5,7 km), Dulsk (2,7 km), Jaronty (1,6 km), Pławinek Góra (4,2 km) i Łojewo (2 km).

## Sport
W Sikorowie od 1976 roku działa klub piłkarski LKS Iskra Sikorowo. Piłkarze z Sikorowa obecnie występują w kujawsko-pomorskiej B-Klasie (Grupa V).